# Melissa de Marcianópolis
Santa Melissa, Santa Melissa de Marcianópolis, Melissa de Marcianópolis, Melitina de Marcianópolis ou Melitine de Marcianópolis (em italiano: Melissa; em lombardo: Melissa; em latim: Melissae; em grego clássico e grego koiné: Μελιτινή, Μελιτίνη; romaniz.: Melitinē, Melitini; Bréscia, 28 de fevereiro de 126  – Marcianópolis, 16 de setembro de 157) foi uma virgem e mártir lendária das tradições cristãs do século II. Segundo a lenda, era uma missionária vinda da península Itálica e teria vivido em Marcianópolis com a missão de evangelizar para outros povos ao mesmo tempo que a Trácia, região onde se localizava a cidade, era controlada pelo governador Antíoco. Foi martirizada por ele durante a perseguição do imperador Antonino Pio (r. 138–161). Sua festa litúrgica é celebrada no dia 16 de setembro pela igreja católica romana localmente na Itália e pela igreja ortodoxa grega.

## Lenda
“Alguns escritores eclesiásticos modernos afirmam que ela pode ter sido uma personagem de uma obra de ficção confundida com história.”
Melissa, foi uma cristã devota que viveu na cidade de Marcianópolis por ser enviada como missionária, segundo a tradição, vinda de terras distantes, ou seja ela veio da Itália, principalmente da cidade de Bréscia, ou talvez, um lugar próximo de Bréscia, tipo Bergamo  ou até mesmo Milão, pelo menos isso, sua terra natal, indo evangelizar na região da Trácia, durante o reinado do imperador Antonino Pio (138–161). Naquele período, o governador da província era Antíoco, um notório perseguidor de cristãos. Ao tomar conhecimento da fé inabalável e da atividade missionária de Melissa — cuja pregação fervorosa convertia muitos pagãos ao cristianismo — Antíoco ordenou sua prisão imediata, considerando-a uma ameaça à ordem religiosa e política imposta pelo culto aos deuses romanos.
Dotada pelo Senhor com o dom de realizar milagres, Santa Melissa destruiu, por meio de suas orações, os ídolos dos deuses pagãos Apolo e Hércules, causando escândalo entre os gentios e despertando ainda mais a ira do governador. Diante da recusa firme de Melissa em adorar os deuses pagãos, Antíoco determinou que ela fosse confiada à sua esposa e a um grupo de mulheres influentes, com a intenção de convencê-la, por meio de lisonjas, conforto e persuasão emocional, a renunciar à sua fé.

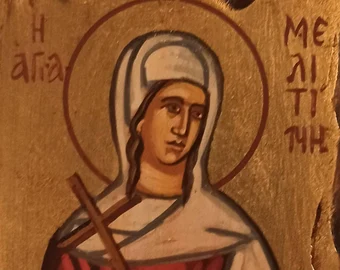
Ícone bizantino de Santa Melissa, datado do Século XIX, na Igreja de Santa Melitini, em Lemnos

No entanto, a tentativa teve o efeito contrário. A santa não apenas resistiu a todas as formas de manipulação, como também converteu a esposa de Antíoco ao cristianismo, juntamente com várias outras mulheres do círculo pagão. A mulher que fora incumbida de conduzir Melissa à idolatria foi, ela mesma, transformada pela verdade do Evangelho, tornando-se discípula de Cristo. As duas mulheres passaram a agir secretamente em favor da fé cristã, evangelizando e convertendo outros pagãos, tudo sob o risco constante da perseguição.

Imagem devocional não oficial de Santa Melissa com seus atributos ajoelhados em devoção ao trono que esta assentado a Virgem Maria e o Menino Jesus.

## Martírio
Quando Antíoco descobriu que sua esposa havia abraçado o cristianismo, enfureceu-se violentamente. Considerando o episódio uma afronta à sua autoridade e uma ameaça direta à ordem imperial, ordenou a imediata execução de ambas. Assim, Santa Melissa e a esposa do governador foram decapitadas, selando com o martírio o testemunho de sua fé. Melissa, com coragem inabalável, caminhou para a morte como quem caminha para a glória, recebendo a coroa eterna reservada aos santos mártires.

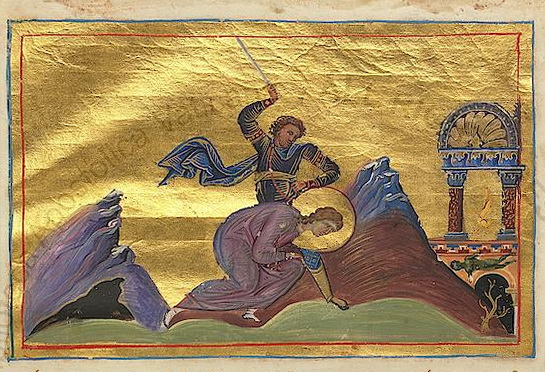
Martírio de Santa Melissa, no Menológio de Basílio II, século X

Algum tempo depois, um cristão da Macedônia chamado Acácio , que passava por Marcianópolis a caminho de sua terra natal, soube que as relíquias sagradas de Santa Melissa permaneciam insepultas. Movido por piedade e zelo, dirigiu-se ao governador e pediu autorização para levar consigo o corpo da santa com a intenção de sepultá-lo com honra em sua região. Antíoco, ignorando sua verdadeira intenção, permitiu que Acácio levasse o corpo.
Acácio colocou cuidadosamente os restos mortais de Santa Melissa em um baú e partiu imediatamente por via marítima. No entanto, durante a viagem, adoeceu gravemente e veio a falecer. O navio em que viajava aportou em um promontório na Ilha de Lemnos e ali os companheiros de viagem, respeitando o desejo do falecido, enterraram as relíquias da santa mártir. O próprio Acácio, que havia demonstrado tanto amor e reverência pelos mártires de Cristo, foi sepultado junto ao túmulo de Santa Melissa.
Assim, a memória da Santa Mártir Melissa e de Acácio permanece viva na tradição cristã, como exemplo de fidelidade, zelo apostólico e devoção inabalável. Sua história representa não apenas o triunfo da fé sobre a perseguição, mas também a força da verdade evangélica capaz de transformar corações mesmo dentro das estruturas de poder pagãs do Império Romano.